# Ademilson
Ademilson Braga Bispo Junior, mais conhecido apenas como Ademilson (Cubatão, 9 de janeiro de 1994), é um futebolista brasileiro atua como atacante. Atualmente atua pelo Operário-PR.

## Carreira

### Categorias de base
Ademilson foi descoberto pelo diretor da escolinha do São Paulo em São Vicente. Começou a se destacar e logo ganhou bolsa para treinar no local e chamou a atenção de Toninho, comandante da equipe sub-13, em uma das competições promovidas pelo São Paulo Center, quando tinha apenas 11 anos. Aprovado para integrar a categoria de base do time do Morumbi, ele permaneceu monitorado na Baixada Santista até ter idade para poder se mudar para o CFA Laudo Natel, em Cotia. Nas categorias de base, foi companheiro de ataque de Lucas Piazón.

### São Paulo

#### 2012
Após ser um dos destaques da Seleção Sub-17 no Mundial de 2011 (foi o artilheiro da competição, com 5 gols marcados), Ademilson foi chamado pela primeira vez para treinar com o grupo principal, ainda com o técnico Adílson Batista. Retornou à base para disputar o Campeonato Paulista Sub-20 de 2011 e em seguida a Copa São Paulo de 2012. Com o término desta última, foi promovido de vez ao time de profissionais do São Paulo.
Ademilson fez sua estreia com a camisa do São Paulo em uma partida contra o Guarani, em partida válida pelo Campeonato Paulista de 2012. Na ocasião, ele entrou no segundo tempo no lugar de Fernandinho. Após ter bom desempenho nos treinos e ser confirmado como titular contra o Figueirense, pelo Campeonato Brasileiro de 2012, marcou um dos gols na vitória por 2–0 no Orlando Scarpelli. A partir daí não saiu mais da equipe, e como forma de "premiação" da diretoria são paulina, deixou de usar o número 29 e ganhou a camisa 11. Seu primeiro gol em competições internacionais pelo clube também não demoraria a sair: no dia 1 de agosto de 2012, na estreia são-paulina na Copa Sul-Americana, Ademilson marcaria o último tento da vitória por 2–0 contra o Bahia, no Estádio de Pituaçu, em Salvador.
Coroou o ano com o título da Copa Sul-Americana de 2012.

#### 2013
Participou de sua primeira Libertadores na carreira, fazendo apenas um gol, este sendo na surpreendente vitória tricolor sobre o Atlético Mineiro decretando a classificação às oitavas-de-finais, por 2–0, no Morumbi. Mas na próxima fase, sentiu a eliminação do São Paulo contra o próprio Galo, tendo uma péssima atuação, perdendo vários gols no primeiro jogo.
Ademilson nunca foi unanimidade no São Paulo e presenciou a eliminação do seu time também no Campeonato Paulista, nas semifinais contra o Corinthians.
O time também sofreu no Campeonato Brasileiro com a péssima campanha e quase caiu. Depois da demissão de Autuori, técnico que não deu tantas oportunidades a Ademilson, Muricy Ramalho foi chamado para salvar o time contra a degola. Com a chegada do treinador, Ademilson tornou-se titular absoluto, tanto pela má fase de Osvaldo, e ajudou o clube a escapar do rebaixamento, tornando-se um dos destaques da equipe dando assistências e gols.

#### 2014
O camisa 11 começou o ano embalado e titular absoluto de Muricy, tanto que continuou deixando Osvaldo no banco.
Na segunda rodada do Campeonato Paulista, no dia 22 de janeiro, Muricy mudou o esquema e colocou o atacante e Osvaldo, que deixou a má fase de lado, no ataque para dar mais objetivo. Assim, logo Ademilson fez seu primeiro gol na temporada sobre o Mogi Mirim, por 4–0, no Morumbi.
O técnico continuou com o esquema e na quarta rodada, no dia 29 de janeiro, o jovem atacante fez mais um gol na goleada sobre o Rio Claro, por 6 a 3, no Morumbi.
No dia 23 de abril, na derrota do São Paulo para o CRB, por 2–1, em Maceió, Ademilson marcou um golaço de bicicleta, gol este que abriu o placar da partida, válida pelo primeiro confronto da segunda fase da Copa do Brasil.
Na partida posterior, contra o Coritiba no Pacaembu válida pela 3ª rodada do Campeonato Brasileiro, Ademilson entrou no final da partida e empatou o jogo em 2–2, salvando o Tricolor Paulista da derrota.
No dia 30 de julho, contra o Bragantino, Ademilson completou 100 jogos pelo São Paulo.

### Yokohama Marinos
Em 2015, sem espaço no elenco do São Paulo, Ademilson foi emprestado por uma temporada para o Yokohama Marinos.

### Gamba Osaka
Em 2016, foi emprestado ao Gamba Osaka. No dia 10 de outubro de 2016, foi contratado em definitivo pelo clube japonês.

## Seleção Brasileira

### Sub-20
Após ter destacado-se no Mundial Sub-17 de 2011, Ademilson foi convocado pelo então técnico da Seleção Sub-20, Ney Franco, para a disputa do Torneio Eight Nações (realizado na África do Sul) e do Quadrangular Internacional (competição realizada em 2012 na Argentina com o objetivo de servir de preparatório para o Sul-Americano Sub-20 de 2013), tendo o Brasil sagrado-se campeão de ambos os dois torneios. O fato de Ney Franco já conhecê-lo dos compromissos que teve em 2012 a Seleção Sub-20 ajudou Ademilson a não sentir muito a pressão da titularidade precoce e a ter a confiança do professor.
No dia 30 de dezembro de 2012, Ademilson foi confirmado na lista dos 22 convocados que viriam a disputar, em janeiro do ano seguinte, o Campeonato Sul-Americano de Futebol Sub-20, na Argentina. O Brasil acabou sendo eliminado na primeira fase da competição.

## Estatísticas
Atualizadas até 18 de abril de 2015.

### Clubes
| Clube             | Temporada         | Campeonato Nacional | Campeonato Nacional | Copa Nacional | Copa Nacional | Competição Internacional¹ | Competição Internacional¹ | Campeonato Estadual | Campeonato Estadual | Outros Torneios² | Outros Torneios² | Total | Total |
| Clube             | Temporada         | Jogos               | Gols                | Jogos         | Gols          | Jogos                     | Gols                      | Jogos               | Gols                | Jogos            | Gols             | Jogos | Gols  |
| ----------------- | ----------------- | ------------------- | ------------------- | ------------- | ------------- | ------------------------- | ------------------------- | ------------------- | ------------------- | ---------------- | ---------------- | ----- | ----- |
| São Paulo         | 2012              | 23                  | 3                   | 1             | 0             | 6                         | 1                         | 2                   | 0                   | 0                | 0                | 32    | 4     |
| São Paulo         | 2013              | 21                  | 2                   | 0             | 0             | 8                         | 2                         | 9                   | 2                   | 5                | 0                | 43    | 6     |
| São Paulo         | 2014              | 15                  | 1                   | 5             | 1             | 2                         | 0                         | 15                  | 3                   | 1                | 0                | 38    | 5     |
| São Paulo         | 2015              | 0                   | 0                   | 0             | 0             | 0                         | 0                         | 1                   | 0                   | 0                | 0                | 1     | 0     |
| São Paulo         | Total             | 58                  | 5                   | 5             | 1             | 16                        | 3                         | 27                  | 5                   | 6                | 0                | 114   | 15    |
| Yokohama Marinos  | 2015              | 5                   | 0                   | 2             | 0             | 0                         | 0                         | 0                   | 0                   | 0                | 0                | 7     | 0     |
| Yokohama Marinos  | Total             | 5                   | 0                   | 2             | 0             | 0                         | 0                         | 0                   | 0                   | 0                | 0                | 7     | 0     |
| Total na Carreira | Total na Carreira | 63                  | 5                   | 7             | 1             | 16                        | 3                         | 27                  | 5                   | 6                | 0                | 121   | 15    |

¹Em competições continentais, incluindo jogos e gols da Copa Libertadores e Copa Sul-Americana.

²Em outros, incluindo jogos e gols em amistosos, Copa Audi, Eusébio Cup e Copa Suruga Bank.

## Gols pela Seleção Brasileira

### Sub-17
| #  | Data                | Local                          | Adversário      | Placar | Resultado | Competição          |
| -- | ------------------- | ------------------------------ | --------------- | ------ | --------- | ------------------- |
| 1. | 20 de junho de 2011 | Estádio Omnilife, Guadalajara  | Dinamarca       | 1–0    | 3–0       | Mundial Sub-17 2011 |
| 2. | 20 de junho de 2011 | Estádio Omnilife, Guadalajara  | Dinamarca       | 3–0    | 3–0       | Mundial Sub-17 2011 |
| 3. | 26 de junho de 2011 | Estádio Omnilife, Guadalajara  | Costa do Marfim | 2–1    | 3–3       | Mundial Sub-17 2011 |
| 4. | 29 de junho de 2011 | Estádio Omnilife, Guadalajara  | Equador         | 1–0    | 2–0       | Mundial Sub-17 2011 |
| 5. | 3 de julho de 2011  | Estádio Corregidora, Querétaro | Japão           | 2–0    | 3–2       | Mundial Sub-17 2011 |

### Sub-20
| #  | Data                | Local                                     | Adversário | Placar | Resultado | Competição                         |
| -- | ------------------- | ----------------------------------------- | ---------- | ------ | --------- | ---------------------------------- |
| 1. | 4 de abril de 2012  | Barcelona                                 | Palamós    | 2–0    | 4–0       | Copa Internacional do Mediterrâneo |
| 2. | 4 de abril de 2012  | Barcelona                                 | Palamós    | 3–0    | 4–0       | Copa Internacional do Mediterrâneo |
| 3. | 30 de maio de 2012  | Estádio da Cidade do Cabo, Cidade do Cabo | Japão      | 4–1    | 4–1       | Torneio 8 Nações 2012              |
| 4. | 03 de junho de 2012 | Estádio da Cidade do Cabo, Cidade do Cabo | Argentina  | 1–0    | 2–0       | Torneio 8 Nações 2012              |
| 5. | 12 de junho de 2013 | Bout du Lac, Le Bouveret                  | Egito      | 1–0    | 1–0       | Valais Youth Cup                   |

### Sub-21
| #  | Data                  | Local                       | Adversário | Placar | Resultado | Competição        |
| -- | --------------------- | --------------------------- | ---------- | ------ | --------- | ----------------- |
| 1. | 24 de maio de 2014    | Estádio Perruc, Hyères      | Colômbia   | 1–0    | 2–1       | Torneio de Toulon |
| 2. | 1 de junho de 2014    | Parc des Sports, Avinhão    | França     | 2–2    | 5–2       | Torneio de Toulon |
| 3. | 1 de junho de 2014    | Parc des Sports, Avinhão    | França     | 4–2    | 5–2       | Torneio de Toulon |
| 4. | 3 de setembro de 2014 | Estádio Al-Arabi, Doha      | Catar      | 2–0    | 4–0       | Amistoso          |
| 5. | 3 de setembro de 2014 | Estádio Al-Arabi, Doha      | Catar      | 3–0    | 4–0       | Amistoso          |
| 6. | 6 de setembro de 2014 | Estádio do Água Santa, Doha | Palestina  | 1–0    | 3–0       | Amistoso          |
| 7. | 8 de setembro de 2014 | Estádio Al-Gharafa, Doha    | Líbano     | 1–0    | 2–2       | Amistoso          |

## Títulos
São Paulo
- Copa Sul-Americana: 2012[15]
- Eusébio Cup: 2013

Seleção Brasileira
- Torneio Internacional de Toulon: 2013, 2014
- Copa Valais Sub-20: 2013